# Nekrolog 3. Quartal 1977
Nekrolog
◄◄
| ◄
| 1973
| 1974
| 1975
| 1976
| 1977 | 1978 | 1979 | 1980 | 1981 | ► | ►►
1. Quartal |
2. Quartal |
3. Quartal |
4. Quartal 1977
Weitere Ereignisse | Allgemeiner Nekrolog 1977
Die Beschreibung der verstorbenen Person sollte so kurz wie möglich gehalten sein und nur deren signifikante Tätigkeit(en) enthalten.
Neue Namen ggf. auch unter dem Geburts- und Sterbedatum, also etwa unter 1. Januar und im Geburts- und Sterbejahr (2024) eintragen (nur bei entsprechender großer Wichtigkeit). Für Beispiele siehe die schon vorhandenen Artikel.
Außerdem über die fünf zuletzt Verstorbenen, zu denen es einen ausreichend guten Artikel für eine Präsentation auf der Hauptseite gibt, nach der todesbedingten Überarbeitung der Artikel ggf. auch unter Wikipedia Diskussion:Hauptseite informieren und sie am besten auch in den anderen Wikipedia-Sprachversionen eintragen. Tipp: Regelmäßig bei news.google.de nach „ist tot“, „gestorben“ oder „verstorben“ suchen.
Wenn eine Person gestorben ist, gibt es viele Seiten zu dieser Person in der Wikipedia, die davon auch betroffen sind und entsprechend aktualisiert werden müssen. Beispiele: Namenübersichtsseite, Geburtsjahr, Geburtsort-Seiten und viele mehr.
Wie finde ich die betroffenen Seiten?
Im Suchfeld auf der linken Seite gibt man den Suchbegriff so ein: „Vorname Nachname“. Dann klickt man auf Volltext und alle Seiten mit entsprechendem Suchtext werden aufgerufen. Hier sieht man dann schnell, wo auch das Todesjahr Sinn macht oder sogar ein Teil des Artikels angepasst werden muss. Auch hilft das „Werkzeug“ auf der linken Seite sehr gut, um solche Seiten aufzufinden: „Links auf diese Seite“. Somit ist die Wikipedia wieder aktuell in allen Bereichen! Hinweis: bei Eintragung der Kategorie „Gestorben JAHR“ wird der Missbrauchsfilter 49 ausgelöst, was jedoch nicht schlimm ist. Siehe: Spezial:Missbrauchsfilter/49
Dies ist eine Liste von im dritten Quartal 1977 verstorbenen bekannten Persönlichkeiten. Die Einträge erfolgen innerhalb der einzelnen Daten alphabetisch sortiert. Tiere sind im Nekrolog für Tiere zu finden.

## Juli
| Tag      | Name                              | Beruf, bekannt als                                                                                              | Alter | Beleg |
| -------- | --------------------------------- | --- | ----- | ----- |
| 1. Juli  | Hermann Aicher                    | österreichischer Theaterleiter, Leiter des Salzburger Marionettentheaters                                       | 75    |       |
| 1. Juli  | Marcel Fodor                      | ungarisch-US-amerikanischer Journalist                                                                          | 87    |       |
| 1. Juli  | Hans Huth                         | deutsch-US-amerikanischer Kunsthistoriker                                                                       | 84    |       |
| 1. Juli  | Friedrich Kainz                   | österreichischer Sprachphilosoph, Sprachpsychologe, Ästhetiker und Literaturhistoriker                          | 79    |       |
| 1. Juli  | Manfred Queck                     | deutscher Skispringer                                                                                           | 35    |       |
| 1. Juli  | Baby Boy Warren                   | US-amerikanischer Blues-Sänger und Gitarrist                                                                    | 57    |       |
| 2. Juli  | Lorenz Hastenteufel               | deutscher Politiker (CDU), MdL                                                                                  | 72    |       |
| 2. Juli  | Emanuel Holzhauer                 | deutscher Säugling, Opfer an der innerdeutschen Grenze                                                          |       |       |
| 2. Juli  | Alfred Kuppelmayer                | deutscher Musiklehrer und Komponist                                                                             | 59    |       |
| 2. Juli  | Vladimir Nabokov                  | russisch-US-amerikanischer Schriftsteller                                                                       | 78    |       |
| 2. Juli  | Christian Schweigaard Stang       | norwegischer Linguist                                                                                           | 77    |       |
| 2. Juli  | Albin Stuebs                      | deutscher Schriftsteller und Journalist                                                                         | 77    |       |
| 2. Juli  | William H. Ziegler                | US-amerikanischer Filmeditor                                                                                    | 67    |       |
| 3. Juli  | Gertrude Abercrombie              | US-amerikanische Malerin                                                                                        | 68    |       |
| 3. Juli  | Jonas Černius                     | litauischer Premierminister und Offizier (Brigadegeneral)                                                       | 79    |       |
| 3. Juli  | Ulrich Kayser                     | deutscher Dokumentarfilmregisseur                                                                               | 78    |       |
| 3. Juli  | Wilhelm Krüger                    | deutscher Veterinärmediziner, Hochschullehrer und Nationalsozialist                                             | 78    |       |
| 3. Juli  | Hugh Le Caine                     | kanadischer Physiker, Komponist und Pionier der elektronischen Musik                                            | 63    |       |
| 3. Juli  | Alexander Melentjewitsch Wolkow   | russischer Schriftsteller und Hochschullehrer                                                                   | 86    |       |
| 3. Juli  | Yosip Khnanisho                   | irakischer Geistlicher, Metropolit und Patriarchatsverwalter der autokephalen ostsyrischen Kirche des Ostens    |       |       |
| 4. Juli  | Gersch Izkowitsch Budker          | sowjetischer Physiker                                                                                           | 59    |       |
| 4. Juli  | John Michael Fearns               | US-amerikanischer Geistlicher, Weihbischof in New York                                                          | 80    |       |
| 4. Juli  | Friedrich Gugg                    | österreichischer Politiker (ÖVP), Landtagsabgeordneter, Mitglied des Bundesrates                                | 81    |       |
| 4. Juli  | Bruno Guttowski                   | deutscher Eishockeyspieler und -trainer                                                                         | 52    |       |
| 4. Juli  | Heini Holzer                      | italienischer Alpinist und Steilwandskifahrer                                                                   | 32    |       |
| 4. Juli  | Armin Otto Huber                  | deutscher Schriftsteller                                                                                        | 73    |       |
| 4. Juli  | Frank Jæger                       | dänischer Lyriker und Autor                                                                                     | 51    |       |
| 4. Juli  | Fausi al-Kawukdschi               | arabischer Nationalist und Militärführer                                                                        |       |       |
| 4. Juli  | Johann Michl                      | deutscher Geistlicher, Theologe, Neutestamentler, Hochschullehrer                                               | 72    |       |
| 4. Juli  | Aljaksandr Paulouski              | sowjetischer Degenfechter                                                                                       | 40    |       |
| 4. Juli  | Karl Stoevesandt                  | deutscher Mediziner und Theologe                                                                                | 94    |       |
| 4. Juli  | Kurt Vorkauf                      | deutscher Fußballtrainer                                                                                        | 79    |       |
| 5. Juli  | Ferdinand Filler                  | deutscher Bildhauer                                                                                             | 75    |       |
| 5. Juli  | Helene Helming                    | deutsche Pädagogin                                                                                              | 89    |       |
| 5. Juli  | Karl Robert Marz                  | österreichischer Komponist, Kapellmeister, Pianist und Übersetzer                                               | 57    |       |
| 5. Juli  | Fritz Ranzi                       | österreichischer Historiker                                                                                     | 68    |       |
| 5. Juli  | Henry Scheffé                     | US-amerikanischer Statistiker                                                                                   | 70    |       |
| 5. Juli  | Elise Sørensen                    | dänische Krankenschwester                                                                                       | 74    |       |
| 5. Juli  | Hans Werdehausen                  | deutscher Maler                                                                                                 | 67    |       |
| 5. Juli  | Albert Wolter                     | deutscher Immobilienmakler und Projektentwickler                                                                | 84    |       |
| 6. Juli  | Giuseppe Dessì                    | italienischer Schriftsteller                                                                                    | 67    |       |
| 6. Juli  | Ödön Pártos                       | israelischer Komponist                                                                                          | 69    |       |
| 7. Juli  | Roy Crane                         | US-amerikanischer Comiczeichner                                                                                 | 75    |       |
| 7. Juli  | Eugène Criqui                     | französischer Boxer im Federgewicht                                                                             | 83    |       |
| 7. Juli  | Jean Delarge                      | belgischer Boxer im Weltergewicht                                                                               | 71    |       |
| 7. Juli  | Hu Nim                            | kambodschanischer Politiker                                                                                     | 44    |       |
| 7. Juli  | Nicolae Kovacs                    | rumänischer Fußballspieler und -trainer                                                                         | 65    |       |
| 7. Juli  | Maria Romero Meneses              | nicaraguanische Don-Bosco-Schwester, Selige                                                                     | 75    |       |
| 8. Juli  | Alfred Beyl                       | französischer Bahnradsportler                                                                                   | 91    |       |
| 8. Juli  | Jacques Duhamel                   | französischer Politiker, Mitglied der Nationalversammlung                                                       | 52    |       |
| 8. Juli  | Karl Heitz                        | deutscher Kommunalpolitiker, Oberbürgermeister von Offenburg und Jurist                                         | 77    |       |
| 8. Juli  | Gustav Heller                     | deutscher Politiker (SPD), MdL                                                                                  | 77    |       |
| 8. Juli  | Gustaf Koutonen                   | finnischer Hammerwerfer                                                                                         | 66    |       |
| 8. Juli  | Harald G. Petersson               | deutscher Drehbuchautor                                                                                         | 72    |       |
| 8. Juli  | Katherine Stinson                 | US-amerikanische Flugpionierin                                                                                  | 86    |       |
| 9. Juli  | Sergio Capogna                    | italienischer Filmregisseur und Drehbuchautor                                                                   | 50    |       |
| 9. Juli  | Harriette Chick                   | britische Mikrobiologin und Ernährungswissenschaftlerin                                                         | 102   |       |
| 9. Juli  | Friedrich Hauß                    | evangelischer Theologe, Kirchengeschichtler, Dekan und Autor                                                    | 83    |       |
| 9. Juli  | Franz Latzka                      | österreichischer Politiker (ÖVP), Mitglied des Bundesrates                                                      | 75    |       |
| 9. Juli  | Alice Paul                        | US-amerikanische Suffragette und Feministin                                                                     | 92    |       |
| 9. Juli  | Fani Popowa-Mutafowa              | bulgarische Schriftstellerin                                                                                    | 74    |       |
| 9. Juli  | Ina Rahusen                       | niederländische Illustratorin und Lithografin                                                                   | 82    |       |
| 9. Juli  | Max Rheinstein                    | deutsch-US-amerikanischer Jurist                                                                                | 78    |       |
| 10. Juli | Şükrü Gülesin                     | türkischer Fußballspieler und -trainer                                                                          | 54    |       |
| 10. Juli | A. Arthur Schiller                | US-amerikanischer Rechtswissenschaftler                                                                         | 74    |       |
| 10. Juli | Josef Šulc                        | tschechoslowakischer Marathonläufer                                                                             | 69    |       |
| 11. Juli | Itzhak Danziger                   | deutsch-israelischer Bildhauer                                                                                  | 61    |       |
| 11. Juli | Petr Kirjutkin                    | sowjetischer Schauspieler                                                                                       | 81    |       |
| 11. Juli | Louis Ferdinand Prinz von Preußen | deutsches Mitglied des Hauses Hohenzollern                                                                      | 32    |       |
| 11. Juli | Aloys Ruppel                      | deutscher Bibliothekar, Archivar und Historiker                                                                 | 95    |       |
| 11. Juli | Sani Souna Sido                   | nigrischer Offizier und Politiker                                                                               |       |       |
| 11. Juli | Karl Maria Swoboda                | österreichischer Kunsthistoriker                                                                                | 88    |       |
| 12. Juli | Osmín Aguirre y Salinas           | salvadorianischer Politiker, Präsident von El Salvador                                                          | 87    |       |
| 12. Juli | Bobodschon Ghafurow               | tadschikischer Historiker und Politiker                                                                         | 68    |       |
| 12. Juli | Pierre Kimbondo                   | kongolesischer Geistlicher, Bischof von Kisantu                                                                 | 63    |       |
| 12. Juli | Fritz Heinrich Klein              | österreichischer Komponist                                                                                      | 85    |       |
| 12. Juli | Waldemar Kraft                    | deutscher Politiker (GB/BHE, CDU), MdL, MdB                                                                     | 79    |       |
| 12. Juli | Heinz Laßen                       | deutscher NDPD-Funktionär                                                                                       | 67    |       |
| 12. Juli | Semjon Michailowitsch Lobow       | sowjetischer Flottenadmiral                                                                                     | 64    |       |
| 12. Juli | Eduard Quintenz                   | deutscher Politiker (DNVP, NSDAP)                                                                               | 89    |       |
| 12. Juli | Juri Wladimirowitsch Solowjow     | russischer Ballett-Tänzer                                                                                       | 36    |       |
| 13. Juli | Kurt Berthold                     | deutscher Fechtmeister                                                                                          | 74    |       |
| 13. Juli | Hermann Kemper                    | deutscher Ingenieur und Erfinder der Magnetschwebebahn                                                          | 85    |       |
| 13. Juli | Carl Gustaf von Rosen             | schwedischer Pilot                                                                                              | 67    |       |
| 13. Juli | Helmut Thumm                      | deutscher Offizier, zuletzt General der Infanterie im Zweiten Weltkrieg                                         | 81    |       |
| 14. Juli | Fritz Kesselring                  | Schweizer Elektrotechniker, der den Expansionsschalter entwickelte                                              | 79    |       |
| 14. Juli | David Krech                       | US-amerikanischer Psychologe und Professor                                                                      | 68    |       |
| 14. Juli | Syl Labrot                        | US-amerikanischer Fotograf und Grafiker                                                                         | 47    |       |
| 14. Juli | Matsuyama Takashi                 | japanischer Artdirector                                                                                         | 68    |       |
| 14. Juli | Gerhard Scheffler                 | deutscher Verwaltungsjurist (NSDAP), Oberbürgermeister von Posen (1939–1945) und Sozialpolitiker in der Bund... | 83    |       |
| 15. Juli | Christopher Battalino             | US-amerikanischer Boxer im Federgewicht                                                                         | 69    |       |
| 15. Juli | Hermann Bleibtreu                 | deutscher Hochschullehrer für Maschinenbau                                                                      | 87    |       |
| 15. Juli | Konstantin Alexandrowitsch Fedin  | russischer Schriftsteller und Schauspieler                                                                      | 85    |       |
| 15. Juli | Manu Leumann                      | deutscher Indogermanist                                                                                         | 87    |       |
| 15. Juli | Big John Wrencher                 | US-amerikanischer Blues-Musiker (Mundharmonika)                                                                 | 54    |       |
| 16. Juli | John Alfred Valentine Butler      | britischer Chemiker                                                                                             | 78    |       |
| 16. Juli | Luis Herman Irigoyen              | argentinischer Diplomat und Botaniker                                                                           | 80    |       |
| 16. Juli | Ralph Douglas Kenneth Reye        | australischer Pathologe                                                                                         | 65    |       |
| 16. Juli | Francesco Roberti                 | italienischer Kurienkardinal der römisch-katholischen Kirche                                                    | 88    |       |
| 16. Juli | Jan Scheere                       | belgischer Moderner Fünfkämpfer                                                                                 | 68    |       |
| 17. Juli | Dhia Cristiani                    | italienische Schauspielerin und Synchronsprecherin                                                              | 56    |       |
| 17. Juli | Lucien Dolquès                    | französischer Langstreckenläufer                                                                                | 72    |       |
| 17. Juli | Billy Gonsalves                   | US-amerikanischer Fußballspieler                                                                                | 68    |       |
| 17. Juli | Efraim Harju                      | finnischer Mittel- und Langstreckenläufer                                                                       | 88    |       |
| 17. Juli | Werner Knieper                    | deutscher Politiker                                                                                             | 67    |       |
| 17. Juli | Erich Kürschner                   | deutscher Puppenspieler                                                                                         | 66    |       |
| 17. Juli | Witold Małcużyński                | polnischer Pianist                                                                                              | 62    |       |
| 17. Juli | Gerhard Westram                   | deutscher Jurist                                                                                                | 69    |       |
| 17. Juli | Gerhard Zeggert                   | deutscher Kirchenmusiker, Organist, Dirigent und Komponist                                                      | 80    |       |
| 17. Juli | Zózimo                            | brasilianischer Fußballspieler                                                                                  | 45    |       |
| 18. Juli | Klaus-Dieter Framke               | deutscher Badmintonspieler                                                                                      |       |       |
| 18. Juli | Gustav Hauberg                    | deutscher Orthopäde                                                                                             | 60    |       |
| 18. Juli | Josef Koppler                     | österreichischer Politiker                                                                                      | 76    |       |
| 18. Juli | Josef Korbel                      | tschechoslowakischer Diplomat und Autor                                                                         | 67    |       |
| 18. Juli | Hermann Leins                     | deutscher Buchhändler und Verleger                                                                              | 78    |       |
| 18. Juli | Eliot Noyes                       | US-amerikanischer Architekt und Industriedesigner                                                               | 66    |       |
| 18. Juli | Ono Hideo                         | japanischer Journalist und Medienhistoriker                                                                     | 91    |       |
| 18. Juli | Giorgio Pessina                   | italienischer Florettfechter                                                                                    | 75    |       |
| 18. Juli | Siegfried Sieber                  | deutscher Oberstudiendirektor und Heimatforscher                                                                | 92    |       |
| 19. Juli | Hannes Beckmann                   | deutsch-tschechisch-US-amerikanischer Maler                                                                     | 67    |       |
| 19. Juli | Ambrogio Casati                   | italienischer futuristischer Maler und Bildhauer                                                                | 79    |       |
| 19. Juli | William Chomsky                   | US-amerikanischer Hebraist                                                                                      | 81    |       |
| 19. Juli | Richard S. Crutchfield            | US-amerikanischer Psychologe und Professor                                                                      | 65    |       |
| 19. Juli | Karl Ristikivi                    | estnischer Schriftsteller                                                                                       | 64    |       |
| 19. Juli | Heinz Rudolf Rosemann             | deutscher Kunsthistoriker                                                                                       | 76    |       |
| 19. Juli | Else von Schaubert                | deutsche Anglistin und Philologin                                                                               | 90    |       |
| 20. Juli | Carter DeHaven                    | US-amerikanischer Schauspieler, Regisseur und Produzent                                                         | 90    |       |
| 20. Juli | Joachim Fischer-Dieskau           | deutscher Jurist und Ministerialbeamter                                                                         | 80    |       |
| 20. Juli | Georg Benno Gruber                | deutscher Pathologe, Medizinhistoriker und Hochschullehrer                                                      | 93    |       |
| 20. Juli | P. Walter Jacob                   | deutscher Schauspieler, Hörspielsprecher, Dramaturg und Regisseur                                               | 72    |       |
| 20. Juli | Ole Jensen                        | deutscher Zeichner und Karikaturist                                                                             | 52    |       |
| 20. Juli | Friedrich Georg Jünger            | deutscher Lyriker, Erzähler und Essayist                                                                        | 78    |       |
| 20. Juli | Fritz Ries                        | deutscher Industrieller und königlich marokkanischer Honorarkonsul                                              | 70    |       |
| 20. Juli | Fritz Joachim Weyl                | US-amerikanischer Informatiker und Mathematiker                                                                 | 62    |       |
| 20. Juli | Yabuta Teijirō                    | japanischer Agrochemiker                                                                                        | 88    |       |
| 21. Juli | Otto Falkenberg                   | norwegischer Segler                                                                                             | 92    |       |
| 21. Juli | Thoma Grote                       | deutsche Keramikerin                                                                                            | 81    |       |
| 21. Juli | Jan Kaczmarek                     | deutsch-polnischer Politiker; Funktionär im Bund der Polen in Deutschland                                       | 81    |       |
| 21. Juli | Yitzhak Isaac Levy                | türkisch-israelischer Musiker, Komponist, Rundfunkdirektor, Autor                                               | 58    |       |
| 21. Juli | Rupert Linsinger                  | österreichischer Buchhalter und Schriftsteller                                                                  | 79    |       |
| 21. Juli | Lee Miller                        | US-amerikanische Fotografin, Journalistin und Fotomodell                                                        | 70    |       |
| 21. Juli | Henry Vahl                        | deutscher Volksschauspieler                                                                                     | 79    |       |
| 21. Juli | Josef Windeck                     | deutscher Funktionshäftling in Konzentrationslager und verurteilter Mörder                                      | 73    |       |
| 22. Juli | Walter Braun                      | deutscher Kommunalpolitiker, Schulleiter und Heimatpfleger in Memmingen                                         | 71    |       |
| 22. Juli | Francesco Cangiullo               | italienischer Dichter und Maler des Futurismus                                                                  | 89    |       |
| 22. Juli | Gustav Hassenpflug                | deutscher Architekt, Designer und Hochschullehrer                                                               | 70    |       |
| 22. Juli | Richie Kamuca                     | US-amerikanischer Jazzsaxophonist                                                                               | 46    |       |
| 22. Juli | Walter Langer                     | deutscher Kommunalpolitiker der FDP                                                                             | 84    |       |
| 22. Juli | Sigurd Lohde                      | deutscher Schauspieler                                                                                          | 78    |       |
| 22. Juli | Adolf Marx                        | deutscher Politiker (NSDAP), MdR, MdL                                                                           | 79    |       |
| 22. Juli | Pan Yuliang                       | chinesische Malerin, Grafikerin und Bildhauerin                                                                 | 82    |       |
| 22. Juli | Alice Roth                        | Schweizer Mathematikerin                                                                                        | 72    |       |
| 22. Juli | August Schukat                    | ostpreußischer Mundartautor                                                                                     | 85    |       |
| 22. Juli | Kaspar Winder                     | österreichischer Politiker (ÖVP), Landtagsabgeordneter zum Vorarlberger Landtag                                 | 69    |       |
| 23. Juli | Jesse W. Beams                    | US-amerikanischer Physiker                                                                                      | 78    |       |
| 23. Juli | Arsenio Erico                     | paraguayischer Fußballspieler                                                                                   | 62    |       |
| 23. Juli | Oswald Adolph Kohut               | deutscher Politiker (FDP), MdL, MdB                                                                             | 76    |       |
| 23. Juli | Harold Fred Rutland               | britischer Musikkritiker, Musikschriftsteller, Pianist und Komponist                                            | 76    |       |
| 24. Juli | Emil Botta                        | rumänischer Schauspieler und Lyriker                                                                            | 65    |       |
| 24. Juli | Max Dietrich                      | deutscher Publizist und evangelischer Pastor                                                                    | 80    |       |
| 24. Juli | Ernst Rojahn                      | norwegischer Schachspieler                                                                                      | 67    |       |
| 24. Juli | Arnold Silverstone, Baron Ashdown | britischer Unternehmer                                                                                          | 65    |       |
| 25. Juli | Benjamin J. Clawson               | US-amerikanischer Pathologe                                                                                     | 96    |       |
| 25. Juli | Irma von Cube                     | deutsche Drehbuchautorin                                                                                        | 77    |       |
| 25. Juli | Louis Frederick Fieser            | US-amerikanischer Chemiker                                                                                      | 78    |       |
| 25. Juli | Kurt Meyer-Eberhardt              | deutscher Maler, Grafiker und Illustrator                                                                       | 82    |       |
| 25. Juli | Max Müller                        | deutscher Politiker (KPD, SED), MdV                                                                             | 78    |       |
| 25. Juli | Bohuslav Večeřa                   | tschechoslowakischer Politiker und Diplomat                                                                     | 52    |       |
| 26. Juli | Hans-Otto Borgmann                | deutscher Filmkomponist                                                                                         | 75    |       |
| 26. Juli | Coleman Francis Carroll           | US-amerikanischer Geistlicher, Erzbischof von Miami                                                             | 72    |       |
| 26. Juli | Lorenz Ernst                      | Abgeordneter | 86    |       |
| 26. Juli | Rudolf Klimmer                    | deutscher Arzt und Sexualforscher                                                                               | 72    |       |
| 26. Juli | Leslie Lever, Baron Lever         | britischer Politiker (Labour), Mitglied des House of Commons und Rechtsanwalt                                   | 72    |       |
| 26. Juli | Friedrich Menzel                  | deutscher Politiker (KPD/SED) und Gewerkschafter                                                                | 73    |       |
| 26. Juli | Oskar Morgenstern                 | österreichisch-US-amerikanischer Wirtschaftswissenschaftler                                                     | 75    |       |
| 26. Juli | Brooks Otis                       | US-amerikanischer Klassischer Philologe                                                                         | 69    |       |
| 26. Juli | Franz Schöberl                    | österreichischer Politiker (ÖVP), Landtagsabgeordneter                                                          | 81    |       |
| 26. Juli | David Zogg                        | Schweizer Skifahrer                                                                                             | 74    |       |
| 27. Juli | Emmy Bernatzik                    | österreichische Ethnologin                                                                                      | 73    |       |
| 27. Juli | Ottorino Bertolini                | italienischer Mittelalterhistoriker                                                                             | 84    |       |
| 27. Juli | Willy Bogner senior               | deutscher Skisportler und Unternehmer                                                                           | 68    |       |
| 27. Juli | Milt Buckner                      | US-amerikanischer Jazz- und Bluesorganist                                                                       | 62    |       |
| 27. Juli | Hal Holmes                        | US-amerikanischer Politiker                                                                                     | 75    |       |
| 27. Juli | Jacob Marschak                    | US-amerikanischer Ökonom                                                                                        | 79    |       |
| 27. Juli | Otto Moroder                      | österreichischer Bildhauer                                                                                      | 83    |       |
| 27. Juli | Alois Neuman                      | tschechischer Minister                                                                                          | 76    |       |
| 27. Juli | George Rosen                      | US-amerikanischer Arzt und Medizinhistoriker                                                                    | 67    |       |
| 27. Juli | Edgar Scheibe                     | deutscher Gebrauchsgrafiker, Maler der Neuen Sachlichkeit, Dozent und Sachverständiger                          | 78    |       |
| 27. Juli | Wilhelm Steinhilber               | deutscher Lokalgeschichtsforscher                                                                               | 84    |       |
| 28. Juli | Hugo Schaub                       | deutscher Politiker (SPD), MdL                                                                                  | 73    |       |
| 28. Juli | Otto Stadie                       | deutscher Krankenpfleger und verurteilter Kriegsverbrecher                                                      | 80    |       |
| 28. Juli | Hans Thiemann                     | deutscher Maler                                                                                                 | 67    |       |
| 28. Juli | Haas Visser ’t Hooft              | niederländischer Hockeyspieler                                                                                  | 71    |       |
| 29. Juli | Pierre Clastres                   | französischer Ethnologe                                                                                         | 43    |       |
| 29. Juli | Guido Harbers                     | deutscher Architekt und Autor                                                                                   | 79    |       |
| 29. Juli | Gerhard Orzechowski               | deutscher Mediziner                                                                                             | 74    |       |
| 29. Juli | Rune Wenzel                       | schwedischer Fußballspieler                                                                                     | 76    |       |
| 30. Juli | Karl Dienstbach                   | deutscher Kommunist, DDR-Funktionär und Volkspolizist                                                           | 76    |       |
| 30. Juli | Albrecht Prinz von Hohenzollern   | deutscher Violinist und Komponist                                                                               | 78    |       |
| 30. Juli | Emory Holloway                    | US-amerikanischer Literaturwissenschaftler, Hochschullehrer und Biograf                                         | 92    |       |
| 30. Juli | Jean de Laborde                   | französischer Admiral                                                                                           | 98    |       |
| 30. Juli | Fritz Lindner                     | deutscher Biochemiker                                                                                           | 75    |       |
| 30. Juli | Luis Santiago Luti                | argentinischer Diplomat                                                                                         | 80    |       |
| 30. Juli | Friedrich Mayer-Beck              | österreichischer Grafiker und Illustrator                                                                       | 70    |       |
| 30. Juli | Jürgen Ponto                      | deutscher Bankmanager; Vorstandssprecher der Dresdner Bank; Mordopfer der RAF                                   | 53    |       |
| 30. Juli | Sepp Schwab                       | deutscher Journalist, Diplomat und Politiker (USPD, KPD)                                                        | 80    |       |
| 31. Juli | Marie-Louise Boëllmann-Gigout     | französische Organistin und Musikpädagogin                                                                      | 86    |       |
| 31. Juli | Giuseppe Castellano               | italienischer General                                                                                           | 83    |       |
| 31. Juli | Karl Daniel                       | deutscher Unternehmer                                                                                           | 72    |       |
| 31. Juli | Erich Großkopf                    | deutscher Volkswirt und Politiker (CDU), MdL                                                                    | 73    |       |
| 31. Juli | Franz Heider                      | deutscher Politiker (CDU), MdL                                                                                  | 79    |       |
| 31. Juli | Ladislav Jirasek                  | tschechoslowakischer Fußballtorhüter                                                                            | 50    |       |
| Juli     | Venancio Bartibás                 | uruguayischer Fußballspieler                                                                                    | 71    |       |
| Juli     | Wilhelm Schepers                  | deutscher Politiker (CDU), MdBB                                                                                 | 50    |       |

## August
| Tag        | Name                                | Beruf, bekannt als                                                                                | Alter | Beleg |
| ---------- | ----------------------------------- | ------------------------------------------------------------------------------------------------- | ----- | ----- |
| 1. August  | Ernst Bleyer                        | deutscher Bankier                                                                                 | 91    |       |
| 1. August  | Kumagai Morikazu                    | japanischer Maler                                                                                 | 97    |       |
| 1. August  | Francis Gary Powers                 | US-amerikanischer Pilot                                                                           | 47    |       |
| 2. August  | Walter Bröker                       | deutscher Politiker (SPD), Bürgermeister von Detmold                                              | 71    |       |
| 2. August  | Manuel Gonçalves Cerejeira          | portugiesischer Kardinal und Erzbischof von Lissabon                                              | 88    |       |
| 2. August  | Miguel María de Lojendio e Irure    | spanischer Diplomat                                                                               | 68    |       |
| 2. August  | Leonhard Meisser                    | Schweizer Maler, Zeichner und Druckgrafiker                                                       | 74    |       |
| 2. August  | Ebo Rothschild                      | deutsch-israelischer Rechtsanwalt, Verfolgter des Naziregimes, Emigrant                           | 74    |       |
| 3. August  | Georg Abesser                       | deutscher Sanitätsoffizier, zuletzt Generalarzt                                                   | 87    |       |
| 3. August  | Wanda Achsel                        | deutsche Opernsängerin (Sopran)                                                                   | 90    |       |
| 3. August  | Erich Kux                           | deutscher Architektur-, Landschafts- und Porträtmaler, Illustrator und Karikaturist               | 95    |       |
| 3. August  | Alfred Lunt                         | US-amerikanischer Schauspieler                                                                    | 84    |       |
| 3. August  | Makarios III.                       | griechisch-zypriotischer Geistlicher und Politiker                                                | 63    |       |
| 3. August  | Yoshida Ken’ichi                    | japanischer Schriftsteller                                                                        | 65    |       |
| 4. August  | Edgar Adrian, 1. Baron Adrian       | britischer Anatom und Physiologe                                                                  | 87    |       |
| 4. August  | Ernst Bloch                         | deutscher Philosoph                                                                               | 92    |       |
| 4. August  | Guillermo Fuenzalida                | chilenischer Fußballspieler                                                                       | 59    |       |
| 4. August  | Karl Kinzl                          | österreichischer Landwirt und Politiker (ÖVP), Landtagsabgeordneter, Abgeordneter zum Nationalrat | 60    |       |
| 4. August  | Hermann Lenschau                    | deutscher Schauspieler                                                                            | 65    |       |
| 4. August  | Antonio Machín                      | kubanischer Sänger                                                                                | 74    |       |
| 4. August  | Moritz Mitzenheim                   | deutscher Geistlicher, Bischof der Evangelisch-Lutherischen Landeskirche von Thüringen            | 85    |       |
| 5. August  | Paul Abeles                         | österreichischer Bauingenieur                                                                     | 80    |       |
| 5. August  | Béla Aggteleky                      | ungarischer Generalleutnant                                                                       | 86    |       |
| 5. August  | Gerhard Just                        | deutscher Schauspieler, Hörspiel- und Synchronsprecher                                            | 73    |       |
| 5. August  | Max Kaus                            | deutscher Maler und Graphiker                                                                     | 86    |       |
| 5. August  | Otto Kuhler                         | deutsch-US-amerikanischer Industriedesigner und Künstler                                          | 83    |       |
| 5. August  | Kurt Pomplun                        | deutscher Heimatforscher und Denkmalpfleger                                                       | 67    |       |
| 5. August  | Arnold G. Reichenberger             | deutscher Romanist und Hochschullehrer in den Vereinigten Staaten                                 | 74    |       |
| 5. August  | Jesús Reyes Ferreira                | mexikanischer Maler                                                                               | 96    |       |
| 5. August  | Philipp Zeska                       | österreichischer Schauspieler, Regisseur und Schriftsteller                                       | 81    |       |
| 6. August  | Hermann Allmayer                    | österreichischer Journalist, hauptsächlich bei Organen von NSDAP und SPÖ                          | 77    |       |
| 6. August  | Alexander Bustamante                | erster Premierminister Jamaikas                                                                   | 93    |       |
| 6. August  | Emil Karl Frey                      | deutscher Chirurg und Hochschullehrer                                                             | 89    |       |
| 7. August  | Paul Chaudet                        | Schweizer Politiker (FDP)                                                                         | 72    |       |
| 7. August  | Georges Houot                       | französischer Marineoffizier und Meeresforscher                                                   | 63    |       |
| 7. August  | Kobayashi Masami                    | japanischer Admiral                                                                               | 87    |       |
| 7. August  | Ludwig Schlaich                     | deutscher evangelischer Pfarrer                                                                   | 78    |       |
| 7. August  | Dino Staffa                         | italienischer Kardinal der römisch-katholischen Kirche                                            | 70    |       |
| 8. August  | Rem Wiktorowitsch Chochlow          | russischer Physiker und Hochschullehrer                                                           | 51    |       |
| 8. August  | Herbert Kirrinnis                   | deutscher Philologe und Gymnasiallehrer                                                           | 69    |       |
| 8. August  | Kurt Kräft                          | deutscher Politiker (NSDAP), MdR                                                                  | 70    |       |
| 8. August  | Elli Marcus                         | deutsche und US-amerikanische Theaterfotografin                                                   | 77    |       |
| 8. August  | Walter Popp                         | deutscher Keramiker                                                                               | 63    |       |
| 8. August  | Gottfried Uwe Richter               | deutscher Zeichner und Grafiker                                                                   | 46    |       |
| 8. August  | Son Ngoc Thanh                      | kambodschanischer Nationalist und Politiker                                                       | 68    |       |
| 9. August  | Jean Bassoul                        | libanesischer Erzbischof                                                                          | 57    |       |
| 9. August  | Johanna Decker                      | katholische Missionsärztin                                                                        | 59    |       |
| 9. August  | Gerhard Juchum                      | rumänischer Tierarzt und Künstler                                                                 | 44    |       |
| 9. August  | Eduard Kranner                      | österreichischer Rechtsanwalt und Schriftsteller                                                  | 84    |       |
| 9. August  | Friedrich Rosengarth                | deutscher Erfinder und Glasbläser                                                                 |       |       |
| 10. August | Vince Barnett                       | US-amerikanischer Schauspieler                                                                    | 75    |       |
| 10. August | Grete Bibring-Lehner                | österreichisch-US-amerikanische Psychoanalytikerin                                                | 78    |       |
| 10. August | Andrea Di Robilant                  | italienischer Drehbuchautor und Filmproduzent                                                     | 78    |       |
| 10. August | Fritz Edelmann                      | österreichischer Gerechter unter den Völkern und Bürgermeister                                    | 77    |       |
| 10. August | Hans Rave                           | deutscher Fußballspieler                                                                          | 74    |       |
| 10. August | Eduard Roschmann                    | österreichischer Kriegsverbrecher in Lettland, Holz-Import-Exporteur                              | 68    |       |
| 10. August | Hans Rosenberger                    | österreichischer Politiker (SPÖ), Landtagsabgeordneter im Burgenland                              | 72    |       |
| 10. August | Hermann Schäfer                     | deutscher Komponist, Arrangeur, Dirigent und Orchesterchef                                        | 65    |       |
| 10. August | Heinrich Schmidt                    | deutscher Politiker (CDU), MdL                                                                    | 77    |       |
| 11. August | Otto Andersson                      | schwedischer Fußballspieler                                                                       | 67    |       |
| 11. August | Hansmaria Dombrowski                | deutscher Komponist und Dirigent                                                                  | 79    |       |
| 11. August | Cornelia Fischer                    | deutsch-österreichische Malerin                                                                   | 22    |       |
| 11. August | Ignacio Fleta                       | spanischer Gitarrenbauer                                                                          | 80    |       |
| 11. August | John Howard Lawson                  | US-amerikanischer Dramatiker und Drehbuchautor                                                    | 82    |       |
| 11. August | Ernest Popplewell, Baron Popplewell | britischer Politiker (Labour Party)                                                               | 77    |       |
| 11. August | Frederic Calland Williams           | englischer Ingenieur                                                                              | 66    |       |
| 12. August | Josef Meyenberg                     | deutscher Gewerbeschullehrer und Maler                                                            | 86    |       |
| 12. August | René Tirard                         | französischer Sprinter                                                                            | 78    |       |
| 13. August | Antoni Baraniak                     | polnischer Geistlicher, Erzbischof von Posen                                                      | 73    |       |
| 13. August | John H. Curtiss                     | US-amerikanischer Mathematiker                                                                    | 67    |       |
| 13. August | Gustav Herrmann                     | österreichischer Bezirkshauptmann                                                                 | 68    |       |
| 13. August | Hans Jüchser                        | deutscher Maler und Grafiker                                                                      | 83    |       |
| 13. August | Karl Kreutzberg                     | deutscher Handballspieler                                                                         | 65    |       |
| 13. August | Henry Williamson                    | britischer Schriftsteller                                                                         | 81    |       |
| 14. August | Otto Aßmann                         | deutscher Kommunalpolitiker (SED)                                                                 | 76    |       |
| 14. August | Werner Holzbächer                   | deutscher Kunsthandwerker                                                                         | 60    |       |
| 14. August | Bobby Isaac                         | US-amerikanischer NASCAR-Rennfahrer und Meister                                                   | 45    |       |
| 14. August | Alexander Romanowitsch Lurija       | sowjetischer Psychologe                                                                           | 75    |       |
| 14. August | George Oppenheimer                  | US-amerikanischer Drehbuchautor und Liedtexter                                                    | 77    |       |
| 14. August | Hans Pitra                          | deutscher Schauspieler und Intendant                                                              | 62    |       |
| 14. August | Lorenz Schöfbeck                    | österreichischer Politiker (SPÖ), Landtagsabgeordneter im Burgenland                              | 76    |       |
| 14. August | Hermann Schüling                    | deutscher Verwaltungsbeamter                                                                      | 80    |       |
| 15. August | Esther Gretor                       | dänische Schriftstellerin                                                                         |       |       |
| 15. August | Maria Hofer                         | österreichische Organistin, Pianistin und Komponistin                                             | 83    |       |
| 15. August | William Raleigh Hull                | US-amerikanischer Politiker                                                                       | 71    |       |
| 15. August | Louise Merkel-Romée                 | österreichische Malerin                                                                           | 89    |       |
| 15. August | Raymond A. Palmer                   | US-amerikanischer Autor und Herausgeber                                                           | 67    |       |
| 15. August | Johannes Wenke                      | deutscher Politiker (SPD), MdBB                                                                   | 66    |       |
| 16. August | Heinz-Eberhardt Andres              | deutscher Verwaltungsjurist, Politiker (FDP), MdL und Landrat                                     | 68    |       |
| 16. August | Hans Dietl                          | italienischer Politiker (Südtirol), Mitglied der Camera dei deputati                              | 62    |       |
| 16. August | Paul Moor                           | Schweizer Pädagoge                                                                                | 78    |       |
| 16. August | Elvis Presley                       | US-amerikanischer Rock-’n’-Roll-Sänger                                                            | 42    |       |
| 16. August | Carl Rotky                          | österreichischer Maler und Graphiker                                                              | 86    |       |
| 16. August | Helmuth Westhoff                    | deutscher Maler                                                                                   | 86    |       |
| 17. August | Jaroslawa Bandera                   | ukrainische politische Aktivistin                                                                 | 59    |       |
| 17. August | Delmer Daves                        | US-amerikanischer Drehbuchautor und Regisseur                                                     | 73    |       |
| 17. August | Giorgios Gounaropoulos              | griechischer Maler                                                                                | 87    |       |
| 17. August | Friedrich Heilingbrunner            | deutscher Offizier, zuletzt General der Flakartillerie im Zweiten Weltkrieg                       | 85    |       |
| 17. August | Thomas Joseph Riley                 | US-amerikanischer Geistlicher, Weihbischof in Boston                                              | 76    |       |
| 17. August | Eva Rosenfeld                       | österreichisch-britische Psychoanalytikerin                                                       | 85    |       |
| 17. August | Hans Peter Rusch                    | deutscher Arzt                                                                                    | 70    |       |
| 17. August | Pawel Alexejewitsch Serebrjakow     | russischer Pianist und Musikpädagoge                                                              | 68    |       |
| 17. August | Karl Troll                          | österreichischer Politiker (SPÖ), Abgeordneter zum Nationalrat                                    | 54    |       |
| 17. August | Eben Gowrie Waterhouse              | australischer Linguist und Kamelien- und Garten-Experte                                           | 96    |       |
| 17. August | Mufdi Zakariah                      | algerischer Autor und Lyriker                                                                     | 69    |       |
| 18. August | John W. Bowen                       | US-amerikanischer Generalleutnant                                                                 | 67    |       |
| 18. August | Tibor Déry                          | ungarischer Schriftsteller                                                                        | 82    |       |
| 18. August | Roberto Infascelli                  | italienischer Filmschaffender                                                                     | 38    |       |
| 18. August | Robert Palmer, 1. Baron Rusholme    | britischer politischer Aktivist                                                                   | 86    |       |
| 18. August | Alfred Rasser                       | Schweizer Kabarettist, Schauspieler und Politiker (LdU)                                           | 70    |       |
| 18. August | Wiltraut Rupp-von Brünneck          | deutsche Richterin des Bundesverfassungsgerichts                                                  | 65    |       |
| 18. August | Friedrich-Wilhelm Wehrstedt         | deutscher Diplomat und Botschafter                                                                | 70    |       |
| 18. August | Andréas Winding                     | französischer Kameramann                                                                          | 49    |       |
| 19. August | Ernst Berliner                      | deutscher Radsportler und Radsportmanager                                                         | 86    |       |
| 19. August | Peter Dyneley                       | britischer Schauspieler und Synchronsprecher                                                      | 56    |       |
| 19. August | Siegfried Eberdorfer                | österreichischer Politiker (ÖVP), Landtagsabgeordneter, Mitglied des Bundesrates                  | 49    |       |
| 19. August | Aleksander Kreek                    | estnischer Leichtathlet                                                                           | 63    |       |
| 19. August | Groucho Marx                        | US-amerikanischer Schauspieler und Entertainer                                                    | 86    |       |
| 19. August | Roman Zambrowski                    | polnischer Politiker und Offizier, Mitglied des Sejm                                              | 68    |       |
| 20. August | Lawrence Dennis                     | US-amerikanischer Diplomat und Autor                                                              | 83    |       |
| 20. August | Walter Meyerhoff                    | deutscher Richter und Politiker der CDU                                                           | 86    |       |
| 20. August | Josef Novak                         | österreichischer Politiker (SPÖ), Mitglied des Bundesrates                                        | 72    |       |
| 20. August | Paul-André Robert                   | Schweizer Maler und Odonatologe                                                                   | 75    |       |
| 20. August | Wilhelm Runtsch                     | deutscher Politiker (CDU), MdL                                                                    | 56    |       |
| 20. August | Johannes Streich                    | deutscher Generalleutnant im Zweiten Weltkrieg                                                    | 86    |       |
| 21. August | Pierre Cot                          | französischer sozialistischer Politiker                                                           | 81    |       |
| 21. August | Danny Lockin                        | US-amerikanischer Filmschauspieler und Tänzer                                                     | 34    |       |
| 21. August | M. Sarbini                          | indonesischer Generalleutnant und Politiker                                                       | 63    |       |
| 21. August | Paul Schröter                       | deutscher Verwaltungsjurist                                                                       | 78    |       |
| 22. August | Sebastian Cabot                     | britischer Schauspieler                                                                           | 59    |       |
| 22. August | Edward E. Kleinschmidt              | deutsch-US-amerikanischer Erfinder und Unternehmer                                                | 100   |       |
| 22. August | Bernardo Regno                      | italienischer römisch-katholischer Ordensgeistlicher, Bischof von Kandy                           | 91    |       |
| 22. August | Karl Schröter                       | deutscher Mathematiker und Logiker                                                                | 71    |       |
| 23. August | Karl Joseph Alter                   | US-amerikanischer Erzbischof der römisch-katholischen Kirche                                      | 92    |       |
| 23. August | Jerry Bresler                       | US-amerikanischer Filmproduzent                                                                   | 65    |       |
| 23. August | Heinrich Döpp-Vorwald               | deutscher Erziehungswissenschaftler, Philosoph, Autor und Hochschullehrer                         | 75    |       |
| 23. August | Naum Gabo                           | russischer Künstler                                                                               | 87    |       |
| 23. August | Adolfo Pérez                        | argentinischer Bandoneonist, Bandleader und Tangokomponist                                        | 80    |       |
| 23. August | Emil A. Stadelhofer                 | Schweizer Botschafter                                                                             | 62    |       |
| 23. August | Rudolf Winkler                      | deutscher Politiker (CDU), MdL                                                                    | 57    |       |
| 24. August | Dorothy Brett                       | US-amerikanische Malerin                                                                          | 93    |       |
| 24. August | Buddy O’Connor                      | kanadischer Eishockeyspieler                                                                      | 61    |       |
| 24. August | Happy Wilson                        | amerikanischer Country-Musiker und Radiomoderator                                                 | 58    |       |
| 25. August | Sophie Döhring                      | deutsche Politikerin (SPD) und Gewerkschaftsfunktionärin                                          | 92    |       |
| 25. August | Rudolf Neumayer                     | österreichischer Politiker und Minister                                                           | 90    |       |
| 25. August | Fritz Rahmen                        | deutscher Politiker (CDU), MdL                                                                    | 72    |       |
| 26. August | Willis Bouchey                      | US-amerikanischer Schauspieler                                                                    | 70    |       |
| 26. August | Nerón Ferrazzano                    | argentinischer Cellist, Kontrabassist und Tangokomponist                                          | 74    |       |
| 26. August | Willi Köhler                        | deutscher Journalist                                                                              | 70    |       |
| 26. August | Albert Pengelly                     | englischstämmiger, in Mexiko geborener Fußballspieler                                             | 87    |       |
| 26. August | H. A. Rey                           | US-amerikanischer Kinderbuchautor und -illustrator                                                | 78    |       |
| 26. August | Heinz Röttger                       | deutscher Komponist und Dirigent                                                                  | 67    |       |
| 26. August | Robert Schatten                     | polnischer Mathematiker                                                                           | 66    |       |
| 26. August | Alfred Teobaldi                     | Schweizer Theologe                                                                                | 79    |       |
| 27. August | Kuno Fladt                          | deutscher Mathematiker                                                                            | 88    |       |
| 27. August | Joop van Moorsel                    | niederländischer Fußballschiedsrichter                                                            | 75    |       |
| 27. August | Gertrud Wiebke Schröder             | deutsche Bildhauerin und Kunstgewerblerin                                                         | 79    |       |
| 27. August | Else von Sperber                    | deutsche Politikerin (DNVP), MdR                                                                  | 96    |       |
| 27. August | Kurt von Sury                       | Schweizer Mediziner und Freimaurer                                                                | 94    |       |
| 27. August | Otto Trarbach                       | deutscher Landwirt und Politiker (CDP/CDU)                                                        | 87    |       |
| 27. August | Yamada Kanematsu                    | japanischer Leichtathlet                                                                          | 73    |       |
| 28. August | Peter Altmeier                      | deutscher Politiker (Zentrum, CDU), MdL, Ministerpräsident von Rheinland-Pfalz                    | 78    |       |
| 28. August | Cliffard D. Carlson                 | US-amerikanischer Politiker                                                                       | 61    |       |
| 28. August | Hermann J. Giskes                   | deutscher Soldat und Oberstleutnant der Wehrmacht                                                 | 80    |       |
| 28. August | Mike Parkes                         | britischer Autorennfahrer                                                                         | 45    |       |
| 28. August | Rudolf Rempel                       | deutscher Instanzrichter und Beamter am Bundesrechnungshof                                        | 85    |       |
| 28. August | Ralph Samuelson                     | US-amerikanischer Erfinder und Landwirt                                                           | 73    |       |
| 29. August | Federico Canessi                    | mexikanischer Bildhauer                                                                           | 71    |       |
| 29. August | Jean Hagen                          | US-amerikanische Schauspielerin                                                                   | 54    |       |
| 29. August | Vittorio Klostermann                | deutscher Verleger                                                                                | 75    |       |
| 29. August | Anni Lange                          | deutsche Politikerin (SPD), MdL                                                                   | 73    |       |
| 29. August | Wilhelm Legal                       | deutscher Orthopäde und Träger des Bundesverdienstkreuzes am Bande                                | 73    |       |
| 29. August | Renée Sándor                        | ungarische Pianistin                                                                              | 78    |       |
| 29. August | Gallus Schmid                       | österreichischer Politiker (ÖVP), Landtagsabgeordneter von Vorarlberg                             | 75    |       |
| 29. August | Fritz Schwimbeck                    | deutscher Maler und Grafiker                                                                      | 88    |       |
| 29. August | Annemarie Steinsieck                | deutsche Schauspielerin                                                                           | 87    |       |
| 29. August | Heinz Wulfestieg                    | deutscher Jazzmusiker                                                                             | 43    |       |
| 30. August | Martin Burkhardt                    | deutscher Lokalpolitiker (KPD, SED)                                                               | 79    |       |
| 30. August | Peter Elsholtz                      | deutscher Schauspieler und Regisseur                                                              | 69    |       |
| 30. August | Fritz Haas                          | deutscher Verwaltungsjurist, Landrat und Ministerialbeamter                                       | 74    |       |
| 30. August | Erny Pinckert                       | US-amerikanischer American-Football-Spieler                                                       | 70    |       |
| 30. August | Franz Pühringer                     | österreichischer Kulturjournalist, Lyriker und Dramatiker                                         | 70    |       |
| 30. August | Paul Schenk                         | deutscher Musiktheoretiker                                                                        | 78    |       |
| 30. August | Bernhard Sticker                    | deutscher Astronom                                                                                | 71    |       |
| 30. August | Wladimir Tribuz                     | sowjetischer Admiral                                                                              | 77    |       |
| 30. August | Selma Vaz Dias                      | niederländisch-britische Schauspielerin in Theater, Film und Fernsehen                            | 65    |       |
| 31. August | Sidney Atkinson                     | südafrikanischer Hürdenläufer                                                                     | 76    |       |
| 31. August | Paul Guggenheim                     | Schweizer Jurist                                                                                  | 77    |       |
| 31. August | Anton Kimml                         | österreichischer Politiker (SPÖ), Abgeordneter zum Salzburger Landtag                             | 77    |       |
| 31. August | H. C. Potter                        | US-amerikanischer Komiker, Schauspieler und Autor                                                 | 72    |       |
| 31. August | Andy Secrest                        | US-amerikanischer Jazz-Trompeter und Kornettist                                                   | 70    |       |
| August     | Josephine Brandell                  | englische Musicaldarstellerin und Schauspielerin                                                  | 85    |       |
| August     | Botho von Gamp                      | deutscher Maler und Grafiker                                                                      | 83    |       |
| August     | Kenneth Green                       | US-amerikanischer Physiker                                                                        |       |       |
| August     | Ferenc Németh                       | ungarischer Skilangläufer                                                                         | 82    |       |

## September
| Tag           | Name                                 | Beruf, bekannt als                                                                                              | Alter | Beleg |
| ------------- | ------------------------------------ | --- | ----- | ----- |
| 1. September  | Martin Erdmann                       | deutscher lutherischer Theologe                                                                                 | 81    |       |
| 1. September  | Karl Herold                          | deutscher Politiker (SPD), MdB                                                                                  | 55    |       |
| 1. September  | Lina Kromer                          | deutsche Dichterin                                                                                              | 87    |       |
| 1. September  | Friedrich-Wilhelm Schallwig          | deutscher Politiker (NSDAP, BHE), MdL und Jurist                                                                | 74    |       |
| 1. September  | Erwin Christian Scholz               | österreichischer Pianist, Komponist und Musikwissenschaftler                                                    | 67    |       |
| 1. September  | Alberto Soifer                       | argentinischer Tango- und Filmkomponist, Filmproduzent, Hörfunkmoderator, Pianist und Bandleader                | 70    |       |
| 1. September  | Henry Vars                           | US-amerikanischer Filmkomponist polnischer Herkunft                                                             | 74    |       |
| 1. September  | Ethel Waters                         | US-amerikanische Schauspielerin und Sängerin                                                                    | 80    |       |
| 2. September  | Richard Anton                        | deutscher Chemiker, Oberbürgermeister von Castrop-Rauxel und NSDAP-Funktionär                                   | 90    |       |
| 2. September  | Martha Mosse                         | erste weibliche Polizeirätin in Preußen und Überlebende des Holocaust                                           | 93    |       |
| 2. September  | Ernstotto zu Solms-Laubach           | deutscher Kunsthistoriker                                                                                       | 86    |       |
| 2. September  | Fritz Wiesenthal                     | deutscher Jurist und Kommunalpolitiker (CSU)                                                                    | 56    |       |
| 3. September  | Moritz Goldstein                     | deutsch-US-amerikanischer Schriftsteller und Journalist                                                         | 97    |       |
| 3. September  | Erna Herchenröder                    | deutsche Politikerin (SPD), MdL                                                                                 | 74    |       |
| 3. September  | Heinrich Schelhasse                  | deutscher expressionistischer Maler                                                                             | 80    |       |
| 4. September  | Fritz Berger                         | Schweizer Politiker (CVP)                                                                                       | 80    |       |
| 4. September  | Hans Fellgiebel                      | deutscher Landstallmeister und Hippologe                                                                        | 87    |       |
| 4. September  | Honorine Hermelin                    | schwedische Frauenrechtlerin, Pädagogin und Übersetzerin                                                        | 90    |       |
| 4. September  | Theodor Hurtig                       | deutscher Geograph, Meteorologe und Fachdidaktiker                                                              | 79    |       |
| 4. September  | Jean Rostand                         | französischer Biologe und Schriftsteller                                                                        | 82    |       |
| 4. September  | Ernst Friedrich Schumacher           | britischer Ökonom deutscher Herkunft                                                                            | 66    |       |
| 4. September  | Henri Thorsen                        | dänischer Hürdenläufer, Sprinter, Hochspringer, Weitspringer und Zehnkämpfer                                    | 83    |       |
| 5. September  | George Barnes                        | US-amerikanischer Jazz-Gitarrist                                                                                | 56    |       |
| 5. September  | Gustav Bayer                         | norwegischer Turner                                                                                             | 82    |       |
| 5. September  | Reinhold Brändle                     | deutscher Polizist                                                                                              |       |       |
| 5. September  | Elsie Carlisle                       | britische Sängerin                                                                                              | 81    |       |
| 5. September  | John Gollan                          | britischer kommunistischer Politiker                                                                            | 66    |       |
| 5. September  | Jan Maas                             | niederländischer Radrennfahrer                                                                                  | 77    |       |
| 5. September  | Johann Meyer                         | deutscher Politiker (SPD), MdBB                                                                                 | 70    |       |
| 5. September  | Heinz Mollenhauer                    | deutscher Rechtsanwalt, Heimatforscher und Politiker (DNVP)                                                     | 84    |       |
| 5. September  | Wilton Persons                       | US-amerikanischer Generalmajor der US Army und Stabschef des Weißen Hauses                                      | 81    |       |
| 5. September  | Walter Smith                         | US-amerikanischer Old-Time-Musiker                                                                              | 82    |       |
| 5. September  | Tatsuo Yoshida                       | japanischer Manga-Zeichner, Drehbuchautor und Gründer von Tatsunoko Production                                  | 45    |       |
| 6. September  | Werner Charles Rudolph Aue           | britischer Diplomat                                                                                             | 86    |       |
| 6. September  | Paul Burkhard                        | Schweizer Komponist                                                                                             | 65    |       |
| 6. September  | Irmin Henkel                         | südafrikanischer Maler                                                                                          | 56    |       |
| 6. September  | Yrjö Kokko                           | finnischer Tierarzt und Schriftsteller                                                                          | 73    |       |
| 6. September  | John Edensor Littlewood              | englischer Mathematiker                                                                                         | 92    |       |
| 6. September  | Willy Roch                           | deutscher Pädagoge und Heimatforscher                                                                           | 84    |       |
| 6. September  | Eugen Schüfftan                      | deutscher Kameramann und Erfinder                                                                               | 84    |       |
| 6. September  | Luis Vargas Rosas                    | chilenischer Maler                                                                                              | 79    |       |
| 7. September  | Edgar Basel                          | deutscher Boxer                                                                                                 | 46    |       |
| 7. September  | Ernst Hallinger                      | österreichischer Politiker (SPÖ), Landtagsabgeordneter, Mitglied des Bundesrates                                | 71    |       |
| 7. September  | Walter Heuer                         | Schweizer Korrektor und Sprachpfleger                                                                           | 68    |       |
| 7. September  | Rudolf Leptien                       | deutscher Maler und Bildhauer                                                                                   | 69    |       |
| 7. September  | Gustave Reese                        | US-amerikanischer Musikwissenschaftler                                                                          | 77    |       |
| 7. September  | Theodore E. White                    | US-amerikanischer Paläontologe und Zooarchäologe                                                                | 71    |       |
| 8. September  | Ludwig Baur                          | deutscher Künstler, Kirchenmaler des Expressionismus                                                            | 73    |       |
| 8. September  | Carl von Campe                       | deutscher Politiker (DP), MdB                                                                                   | 83    |       |
| 8. September  | Herbert Huber                        | deutscher Gynäkologe, Geburtshelfer und Hochschullehrer                                                         | 70    |       |
| 8. September  | Iryna Kozjubynska                    | sowjetische Schriftstellerin                                                                                    | 78    |       |
| 8. September  | Fritz Mandl                          | österreichischer Industrieller                                                                                  | 77    |       |
| 8. September  | Zero Mostel                          | US-amerikanischer Schauspieler und Komiker                                                                      | 62    |       |
| 8. September  | Walter Pagels                        | deutscher evangelisch-lutherischer Geistlicher und Landessuperintendent                                         | 75    |       |
| 8. September  | Léon Pawlak                          | französischer Fußballspieler                                                                                    | 71    |       |
| 8. September  | Elli Riehl                           | österreichische Puppenmacherin                                                                                  | 74    |       |
| 9. September  | Adolf Dell                           | deutscher Schauspieler, Hörspielsprecher, Maler und Fußballspieler                                              | 87    |       |
| 9. September  | Paulo Emílio Sales Gomes             | brasilianischer Historiker, Filmkritiker und Mann des Widerstands                                               | 60    |       |
| 9. September  | Rita Maiburg                         | deutsche Pilotin, erster weiblicher Linienflugkapitän der Welt                                                  | 25    |       |
| 9. September  | Kenneth O’Donnell                    | US-amerikanischer Politikberater und Assistent des Präsidenten John F. Kennedy                                  | 53    |       |
| 10. September | Pedro Enrique Alfonso                | chilenischer Politiker, Abgeordneter, Senator und Minister                                                      | 74    |       |
| 10. September | Hamida Djandoubi                     | tunesischer Mörder und letzter Mensch, der in Frankreich hingerichtet wurde                                     | 27    |       |
| 10. September | Ned R. Healy                         | US-amerikanischer Politiker                                                                                     | 72    |       |
| 10. September | Heinrich Lange                       | deutscher Rechtswissenschaftler                                                                                 | 77    |       |
| 10. September | Elisabeth Schmitz                    | deutsche evangelische Theologin und Widerstandskämpferin                                                        | 84    |       |
| 11. September | Arnold Brecht                        | deutsch-US-amerikanischer Jurist und Politikwissenschaftler                                                     | 93    |       |
| 11. September | Tanaka Isson                         | japanischer Maler                                                                                               | 69    |       |
| 12. September | Cyril Andresen                       | dänischer Segler                                                                                                | 47    |       |
| 12. September | Steve Biko                           | südafrikanischer Bürgerrechtler                                                                                 | 30    |       |
| 12. September | Robert Lowell                        | US-amerikanischer Dichter                                                                                       | 60    |       |
| 12. September | Milča Mayerová                       | tschechoslowakische Tänzerin und Choreografin                                                                   | 76    |       |
| 12. September | Miro Rys                             | US-amerikanischer Fußballspieler                                                                                | 20    |       |
| 12. September | Max Albert Wyss                      | Schweizer Fotograf                                                                                              | 69    |       |
| 13. September | Xan das Bolas                        | spanischer Schauspieler                                                                                         | 68    |       |
| 13. September | Wolf Boneder                         | deutscher Hochspringer                                                                                          | 82    |       |
| 13. September | Kurt Fahrner                         | Schweizer Maler und Aktionskünstler                                                                             | 44    |       |
| 13. September | Erik von Frenckell                   | finnischer Unternehmer, Bürgermeister, Mitglied des Parlaments von Finnland und Sportfunktionär                 | 89    |       |
| 13. September | Herbord Große-Endebrock              | deutscher Politiker der (DP, NPD), MdL                                                                          | 62    |       |
| 13. September | Siegfried Kiesskalt                  | deutscher Verfahrenstechniker                                                                                   | 80    |       |
| 13. September | Hans Krotthammer                     | österreichischer Opernsänger (Tenor)                                                                            | 59    |       |
| 13. September | Leopold Stokowski                    | englischer Dirigent                                                                                             | 95    |       |
| 13. September | Robert Sutton                        | US-amerikanischer Segler                                                                                        | 66    |       |
| 13. September | Edmond Trudel                        | kanadischer Dirigent, Pianist und Musikpädagoge                                                                 | 85    |       |
| 14. September | Beau Bell                            | US-amerikanischer Baseballspieler                                                                               | 70    |       |
| 14. September | Marcel Carpentier                    | französischer Heeresoffizier                                                                                    | 82    |       |
| 14. September | Kamo Shōgo                           | japanischer Fußballspieler                                                                                      | 61    |       |
| 14. September | Anton Kaufmann                       | österreichischer Politiker (ÖVP), Landtagsabgeordneter                                                          | 87    |       |
| 14. September | Paul Michel                          | deutscher Schachmeister                                                                                         | 71    |       |
| 15. September | Hans Bornkessel                      | deutscher Oberbürgermeister (Fürth, SPD) und Senator (Bayern)                                                   | 85    |       |
| 15. September | Leon Dąbrowiecki                     | polnischer Radrennfahrer                                                                                        | 64    |       |
| 15. September | Werner Hahmann                       | deutscher Maler, Grafiker und Architekt                                                                         | 93    |       |
| 15. September | Mitchell Jenkins                     | US-amerikanischer Politiker                                                                                     | 81    |       |
| 15. September | Alan Jolly                           | britischer Offizier der British Army                                                                            | 66    |       |
| 15. September | Hans Kangro                          | deutscher Physikhistoriker                                                                                      | 61    |       |
| 15. September | Roberto Kinsky                       | argentinischer Dirigent                                                                                         | 67    |       |
| 15. September | Boris Wassiljewitsch Kukarkin        | russischer Astronom und Hochschullehrer                                                                         | 67    |       |
| 15. September | Grete Stückgold                      | deutsch-britisch-US-amerikanische Opernsängerin (Sopran)                                                        | 82    |       |
| 15. September | Richard Übelhör                      | österreichischer Urologe                                                                                        | 76    |       |
| 15. September | Fritz Weiberg                        | deutscher Politiker (SPD), MdL                                                                                  | 76    |       |
| 15. September | Willy Wittig                         | deutscher Maler, Grafiker und Illustrator                                                                       | 75    |       |
| 16. September | Günther Anders                       | deutscher Kameramann                                                                                            | 68    |       |
| 16. September | Marc Bolan                           | britischer Sänger, Gitarrist und Songschreiber                                                                  | 29    |       |
| 16. September | Max Bravmann                         | deutsch-US-amerikanischer Rabbiner                                                                              | 68    |       |
| 16. September | Maria Callas                         | griechisch-US-amerikanische Opernsängerin (Sopran)                                                              | 53    |       |
| 16. September | Rie Cramer                           | niederländische Illustratorin und Schriftstellerin                                                              | 89    |       |
| 16. September | Arthur Gottlein                      | österreichischer Filmpionier, Schauspieler, Regieassistent, Regisseur, Filmeditor, Aufnahmeleiter, Drehbucha... | 82    |       |
| 16. September | Harald Leithe-Jasper                 | österreichischer Politiker (NSDAP)                                                                              | 73    |       |
| 16. September | Kurt Moldovan                        | österreichischer Maler und Grafiker                                                                             | 59    |       |
| 16. September | Burt Shonberg                        | US-amerikanischer Maler                                                                                         | 44    |       |
| 16. September | Josef Steiner                        | deutscher Maler                                                                                                 | 77    |       |
| 16. September | Erik Magnus Winnertz                 | deutscher Maler und Grafiker                                                                                    | 76    |       |
| 17. September | Ruth Andreas-Friedrich               | deutsche Widerstandskämpferin gegen den Nationalsozialismus und Schriftstellerin                                | 75    |       |
| 17. September | Driftin’ Slim                        | US-amerikanischer Bluessänger, -gitarrist und -mundharmonikaspieler                                             | 58    |       |
| 17. September | Moray Grant                          | britischer Kameramann                                                                                           | 59    |       |
| 17. September | Louis Hooper                         | kanadischer Blues- und Jazzpianist                                                                              | 83    |       |
| 17. September | Anneliese Kohlmann                   | deutsche KZ-Aufseherin in Konzentrationslagern                                                                  | 56    |       |
| 17. September | Benjamin Nelson                      | US-amerikanischer Soziologe und Ideenhistoriker                                                                 | 66    |       |
| 18. September | John Percy Vyvian Dacre Balsdon      | britischer Althistoriker                                                                                        | 75    |       |
| 18. September | Paul Bernays                         | Schweizer Mathematiker und Logiker                                                                              | 88    |       |
| 18. September | Vittorio Cini                        | italienischer Unternehmer und Politiker                                                                         | 92    |       |
| 18. September | Rudl Eller                           | österreichischer Bergsteiger                                                                                    | 95    |       |
| 18. September | André Fauvel                         | französischer Radrennfahrer                                                                                     | 55    |       |
| 18. September | Charlotte Köhler                     | niederländische Schauspielerin und Vortragskünstlerin                                                           | 85    |       |
| 18. September | Günter Kronberg                      | deutscher Jazzsaxophonist (Alt- und Baritonsaxophon)                                                            | 50    |       |
| 18. September | Paulo d’Eça Leal                     | portugiesischer Degenfechter                                                                                    | 76    |       |
| 18. September | Conrad Rosenstein                    | deutsch-israelischer Mediziner, Lehrer, Autor und Journalist                                                    | 67    |       |
| 18. September | Arthur Schleede                      | deutscher Chemiker                                                                                              | 85    |       |
| 18. September | Karl Steinmüller                     | deutscher Archivar, Leiter des Stadtarchivs in Zwickau                                                          | 76    |       |
| 19. September | Rudolf Bahmann                       | deutscher Politiker der Sozialistischen Einheitspartei Deutschlands (SED) in der Deutschen Demokratischen Re... | 48    |       |
| 19. September | Nenko Balkanski                      | bulgarischer Maler                                                                                              | 69    |       |
| 19. September | Kon Tōkō                             | japanischer Schriftsteller und Politiker                                                                        | 79    |       |
| 19. September | Charlotte Landé                      | deutsche Ärztin und Autorin                                                                                     | 87    |       |
| 19. September | Larissa Anatoljewna Popugajewa       | russische Geologin                                                                                              | 54    |       |
| 19. September | Heinrich Ruge                        | deutscher Militärhygieniker, Tropenmediziner und Hochschullehrer                                                | 81    |       |
| 19. September | Isaiah Shachar                       | israelischer Historiker, Kunsthistoriker und Hochschullehrer                                                    | 42    |       |
| 20. September | Hermann Bunte                        | deutscher Schiffbauingenieur und Werftdirektor                                                                  | 88    |       |
| 20. September | Ralph Hills                          | US-amerikanischer Kugelstoßer                                                                                   | 75    |       |
| 20. September | Günther Kraft                        | deutscher Musikwissenschaftler und Hochschullehrer                                                              | 70    |       |
| 20. September | Wulf Leisner                         | deutscher Journalist, Dramaturg, Regisseur, Intendant                                                           | 70    |       |
| 21. September | Otto Abel                            | deutscher Organist und Komponist                                                                                | 71    |       |
| 21. September | Kurt Adler                           | US-amerikanischer Dirigent österreichischer Herkunft                                                            | 70    |       |
| 21. September | Iwan Iwanowitsch Artobolewski        | russischer Ingenieur                                                                                            | 71    |       |
| 21. September | Ben-Zion Chalfon                     | israelischer Politiker                                                                                          |       |       |
| 21. September | Adolf Grohmann                       | österreichischer Semitist und Orientalist                                                                       | 90    |       |
| 21. September | Franz Lepinski                       | deutscher Kommunalpolitiker (SPD, SED)                                                                          | 81    |       |
| 21. September | Arthur Lindfors                      | finnischer Ringer                                                                                               | 84    |       |
| 21. September | Heinz Vogel                          | deutscher Heimatmaler mit Schwerpunkt seines Wirkens in Mönchengladbach                                         | 79    |       |
| 22. September | Max Dasch                            | österreichischer Journalist                                                                                     | 74    |       |
| 22. September | Herbert Doms                         | deutscher Moraltheologe                                                                                         | 87    |       |
| 22. September | Karl Freiberger                      | österreichischer Gewichtheber                                                                                   | 75    |       |
| 22. September | Gerhard Geisler                      | deutscher Schauspieler und Synchronsprecher                                                                     | 69    |       |
| 22. September | Michael Horatczuk                    | österreichischer Jesuit, katholischer Theologe und Autor                                                        | 68    |       |
| 22. September | Roberto Molina Pasquel               | mexikanischer Botschafter                                                                                       | 69    |       |
| 22. September | Rudolf Scharrer                      | deutscher Jugendfunktionär (FDJ) und SED-Funktionär                                                             | 53    |       |
| 22. September | Ernst Schneider                      | deutscher Unternehmer und Präsident des Deutschen Industrie- und Handelskammertages (DIHK)                      | 76    |       |
| 23. September | Hans von Bobrowicz                   | deutscher Denkmalpfleger und Heimatforscher                                                                     | 76    |       |
| 23. September | Berndt Bosseljon                     | deutscher Maler, Dichter und Komponist                                                                          | 84    |       |
| 23. September | Maurice Dupuis                       | französischer Fußballspieler                                                                                    | 63    |       |
| 23. September | John Nash                            | britischer Maler, Holzstecher und Illustrator                                                                   | 84    |       |
| 23. September | Sigrid von Richthofen                | deutsche Schauspielerin                                                                                         | 79    |       |
| 24. September | Hans Beltz                           | deutscher Pianist und Musikpädagoge, Hochschullehrer in Berlin                                                  | 80    |       |
| 24. September | Halis Öztürk                         | kurdischer Stammesführer, Rebell und Abgeordneter im türkischen Parlament                                       |       |       |
| 24. September | Mirso Tursunsoda                     | tadschikischer Nationaldichter                                                                                  | 66    |       |
| 24. September | Ernst Weitkamp                       | deutscher Zahnmediziner                                                                                         | 69    |       |
| 24. September | Otto Winkelmann                      | deutscher General der SS und Ordnungspolizei, der am Holocaust der ungarischen Juden beteiligt war              | 83    |       |
| 24. September | Johannes Zauner                      | österreichischer römisch-katholischer Ordenspriester und Propst von St. Florian                                 |       |       |
| 24. September | Piet Zwart                           | niederländischer Typograf, Fotograf, Gestalter, Innenarchitekt und Lehrer                                       | 92    |       |
| 25. September | Sidney J. van den Bergh              | niederländischer Politiker, Manager und Reserveoffizier                                                         | 78    |       |
| 25. September | Eva Eisenlohr                        | deutsche Bildhauerin und Malerin                                                                                | 86    |       |
| 25. September | Lucie Faure                          | französische Schriftstellerin und Ehefrau des Politikers Edgar Faure                                            | 69    |       |
| 25. September | Philippe Jullian                     | französischer Illustrator, Kunsthistoriker, Biograph, Romancier, Ästhet und Dandy                               | 58    |       |
| 25. September | Arno Koselleck                       | deutscher Historiker und Geschichtsdidaktiker                                                                   | 86    |       |
| 25. September | Roberto Ronca                        | italienischer Geistlicher, Prälat von Pompei                                                                    | 76    |       |
| 25. September | Gerhard Winkler                      | deutscher Komponist von Unterhaltungsmusik                                                                      | 71    |       |
| 26. September | Franz Böhm                           | deutscher Politiker (CDU), MdB                                                                                  | 82    |       |
| 26. September | Frieda Hackhe-Döbel                  | deutsche Politikerin (SPD), MdL                                                                                 | 66    |       |
| 26. September | David Morrison Reid Henry            | britischer Vogelillustrator                                                                                     | 58    |       |
| 26. September | Berta Schäfer                        | deutsche Politikerin (KPD)                                                                                      | 75    |       |
| 26. September | Adolf Westhoff                       | deutscher Offizier                                                                                              | 78    |       |
| 27. September | Mieczysław Batsch                    | polnischer Fußballspieler                                                                                       | 77    |       |
| 27. September | Viktor Bauer                         | deutscher Politiker (NSDAP), MdR                                                                                | 92    |       |
| 27. September | Fabian Biörck                        | schwedischer Turner und Leichtathlet                                                                            | 83    |       |
| 27. September | Walter Cross Buchanan                | mexikanischer Ingenieur und Minister                                                                            | 71    |       |
| 27. September | Willy van Delden                     | deutscher Textilfabrikant                                                                                       | 86    |       |
| 27. September | Alfred M. Freudenthal                | US-amerikanischer Ingenieurwissenschaftler für Mechanik                                                         | 71    |       |
| 27. September | Alexander Kreuter                    | deutscher Wirtschaftsjurist                                                                                     | 90    |       |
| 27. September | Maria Rasputin                       | russische Autorin, Tochter des Mystikers Grigori Rasputin                                                       | 79    |       |
| 27. September | Erna Suadicani                       | deutsche Kunsthistorikerin und Mueumsmitarbeiterin                                                              | 89    |       |
| 27. September | Ola Elizabeth Winslow                | US-amerikanische Literaturwissenschaftlerin, Hochschullehrerin und Biografin                                    | 92    |       |
| 28. September | Papa French                          | US-amerikanischer Jazz-Bandleader und Banjospieler                                                              | 66    |       |
| 28. September | Karl Salomon                         | deutscher Politiker (SED)                                                                                       | 80    |       |
| 28. September | Erwin Schramm                        | deutscher Politiker (NSDAP), MdR                                                                                | 67    |       |
| 28. September | Charles Wilbert Snow                 | US-amerikanischer Geschäftsmann, Politiker und Gouverneur von Connecticut                                       | 93    |       |
| 29. September | Fritz Glahn                          | deutscher Politiker (DVP, FDP), MdL, MdB                                                                        | 78    |       |
| 29. September | Peter Graf                           | österreichischer Politiker                                                                                      | 91    |       |
| 29. September | Hans Habe                            | österreichischer Journalist, Schriftsteller und Drehbuchautor                                                   | 66    |       |
| 29. September | Heinrich Hörnemann                   | deutscher Landwirt und Politiker (CDU), MdB                                                                     | 71    |       |
| 29. September | Jean Marsan                          | französischer Schauspieler und Drehbuchautor                                                                    | 57    |       |
| 29. September | Robert McKimson                      | US-amerikanischer Animator, Illustrator und Filmregisseur                                                       | 66    |       |
| 29. September | Werner Pöhls                         | deutscher Politiker (CDU der DDR), MdV                                                                          | 86    |       |
| 29. September | Alexander Nikolajewitsch Tscherepnin | russischer Komponist und Pianist                                                                                | 78    |       |
| 29. September | Meyer Wolf Weisgal                   | US-amerikanischer Journalist polnischer Herkunft, Zionist                                                       | 82    |       |
| 30. September | Louis Duerloo                        | belgischer Radrennfahrer                                                                                        | 67    |       |
| 30. September | Mary Ford                            | US-amerikanische Sängerin                                                                                       | 53    |       |
| 30. September | Heinrich Gretler                     | Schweizer Schauspieler                                                                                          | 79    |       |
| 30. September | André Labatut                        | französischer Fechter und Olympiasieger                                                                         | 86    |       |
| 30. September | Hans Mähly                           | Schweizer Architekt                                                                                             | 89    |       |
| 30. September | Werner Schleusener                   | deutscher Pflanzenbauwissenschaftler                                                                            | 79    |       |
| 30. September | Fritz Söhlmann                       | deutscher Politiker (CDU), MdL                                                                                  | 72    |       |
| September     | Peter Fleischer                      | grönländischer Landesrat                                                                                        | 73    |       |
| September     | George Remington Havens              | US-amerikanischer Romanist und Literaturwissenschaftler                                                         | 87    |       |